# آرمسترانگ ویتورث آتلانتا
آرمسترانگ ویتورث آتلانتا (به انگلیسی: Armstrong Whitworth Atalanta) یک هواگرد ساختِ کارخانهٔ آرمسترانگ ویتورث ایرکرفت در کشور بریتانیا است. این هواگرد برای نخستین بار در ۵ ژوئن ۱۹۳۲ میلادی مورد استفاده قرار گرفت.